# Why, Uncle!
Why, Uncle! è un cortometraggio muto del 1917 diretto da Louis Chaudet.

## Produzione
Il film fu prodotto dalla Nestor Film Company.

## Distribuzione
Distribuito dall'Universal Film Manufacturing Company, il film - un cortometraggio di una bobina - uscì nelle sale cinematografiche USA il 29 gennaio 1917.